# Ilhas Shantar

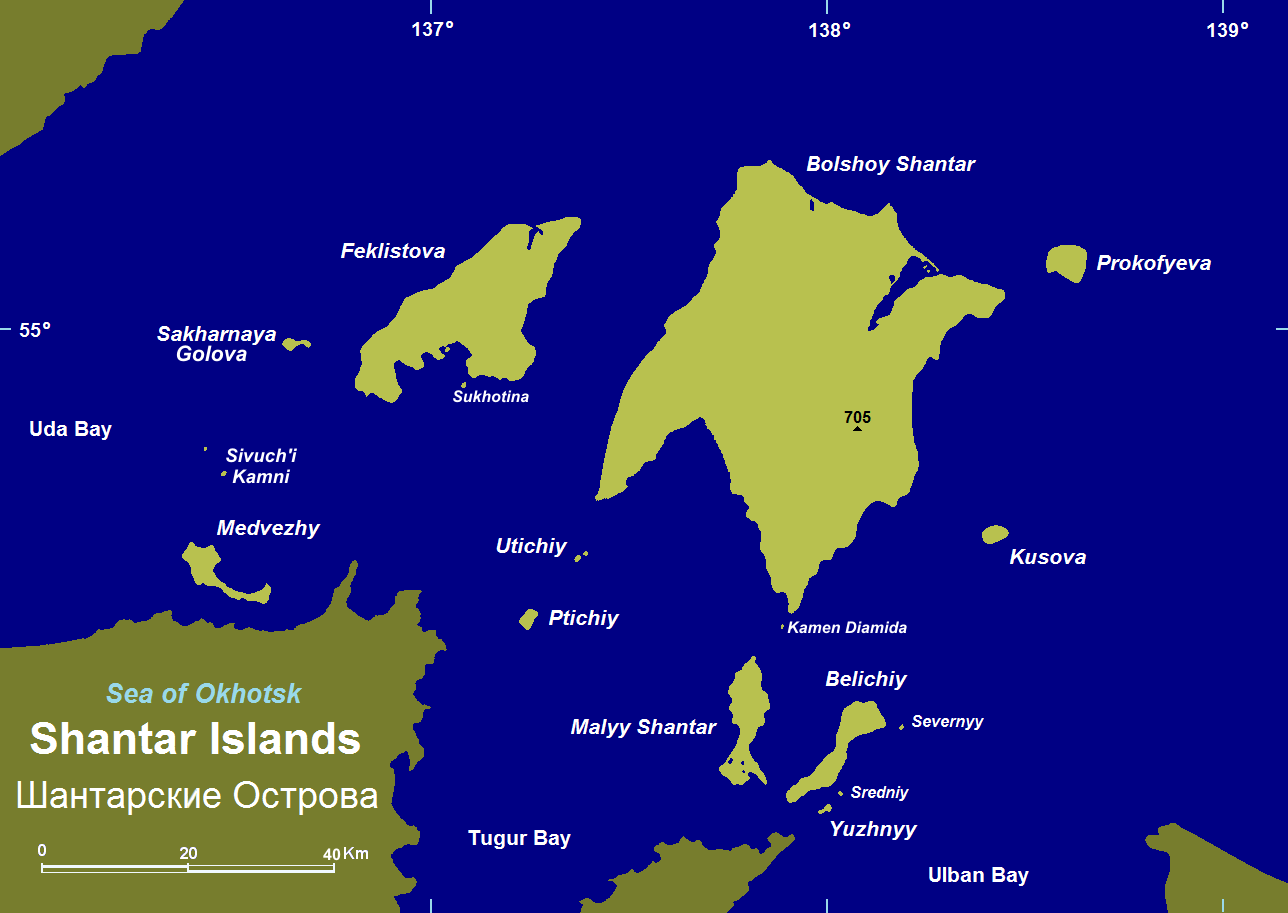
Ilhas Shantar.

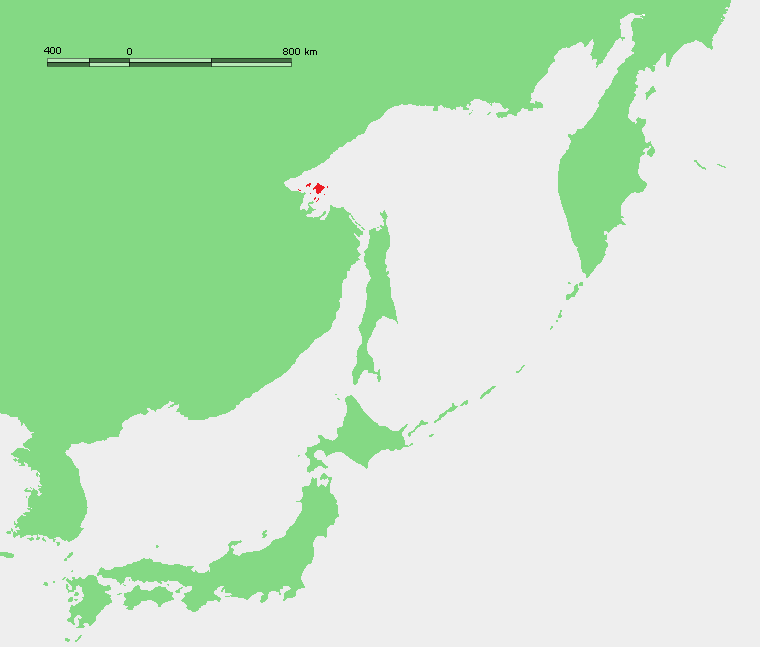
Localização das ilhas Shantar no mar de Okhotsk.

As ilhas Shantar (em russo:  Шантарские острова) são um arquipélago formado por quinze ilhas no Extremo Oriente Russo, situado na parte ocidental do mar de Okhotsk, perto da Rússia continental.
As principais ilhas são:
- Bolshoy Shantar ou Grande Shantar (1766 km² de área; ponto mais elevado: 720 m);
- Feklistova (372 km² ; 485 m);
- Maly Shantar ou Pequena Chantar (100 km² ; 224 m);
- Belitchi (70 km² ; 453 m);
- Prokofiev (40 km² ; 638 m);
- Koussov (10 km² ; 651 m).

Outras ilhas menores são Sakharnaya Golova, Ptichiy, Utichiy, Yuzhnyy e, por último, Medvezhiy, que se encontra já muito perto da costa da Ásia continental.
As ilhas estão administrativamente incluídas no krai de Khabarovsk.